# Кондратьев, Иван Дмитриевич
Ива́н Дми́триевич Кондра́тьев (бел. Іван Дзмітрыевіч Кандрацьеў; 11 сентября 1917, Горошково, Дубровенский район, Витебская область — 7 августа 1958) — Герой Советского Союза (1944).

## Биография
Кондратьев, белорус по национальности, родился в деревне Горошково в крестьянской семье. Получил лишь начальное образование. Затем устроился на работу в сельском хозяйстве.
С июня 1941 года Кондратьев был в рядах Красной Армии. В боях Великой Отечественной войны начал участвовать с июля 1942 года. К марту 1944 года старшина уже состоял командиром расчёта станкового пулемёта 794-го стрелкового полка (232-я стрелковая дивизия, 40-я армия, 2-й Украинский фронт). 15 марта 1944 года Кондратьев смог подавить три огневые точки врага, убив 9 солдат противника. Благодаря этому осуществилось быстрое форсирование реки Южный Буг и овладение селом Сорокодубы (Немировский район Винницкой области). 26 марта того же года старшина участвовал в форсировании Днестра (по другой версии, Прута), и ему удалось подавить две огневые точки, создав условия для переправы основных сил батальона. В 1943 году вступил в КПСС. 13 сентября 1944 года Кондратьеву было присвоено звание Героя Советского Союза.
После демобилизации в 1945 году Кондратьев вернулся в родную деревню, где жил и работал. Сначала он работал в колхозе «Победа» Дубровенского района, затем занял должность председателем Застенковского сельсовета. Был похоронен на кладбище в деревне Корумны. В 1958 году на его могиле воздвигли обелиск.

## Награды
- Герой Советского Союза[1]
- орден Ленина[1]
- орден Отечественной войны 2-й степени[1]
- медали

## Память
Имя Кондратьева носит Застенковская средняя школа Дубровенского района Витебской области. В своё время его имя было присвоено и пионерской дружине этой школы.
Именем Кондратьева названа улица в городе Дубровно и сельский парк. Он внесён в Книгу боевой и трудовой славы Дубровенского района.

## Комментарии
1. ↑  Иногда приводится дата 8 июня 1958 года. См.: Казлоўская М. М. Магіла Кандрацьева Iвана Дзмітрыевіча // Збор помнікаў гісторыі і культуры Беларусі. Віцебская вобласць. — Минск: БелСЭ, 1985. — С. 265—266. — 496 с. — 8000 экз.; Кондратьев Иван Дмитриевич // Их именами названы…: Энцикл. справочник / Редкол.: И. П. Шамякин (гл. ред.) и др.. — Минск: БелСЭ, 1987. — С. 295. — 711 с.
2. ↑  Иногда приводится название Корулены. См.: Кондратьев Иван Дмитриевич // Их именами названы…: Энцикл. справочник / Редкол.: И. П. Шамякин (гл. ред.) и др.. — Минск: БелСЭ, 1987. — С. 295. — 711 с.